# چو یون وو (بازیگر، زاده ۱۹۷۱)
چو یون وو (کره‌ای: 조연우؛ زادهٔ چو جونگ ووک در ۳۰ مه ۱۹۷۱) بازیگر اهل کره جنوبی است. او حرفهٔ بازیگری خود را در سال ۲۰۰۳ آغاز کرد و از جمله آثار شاخص او می‌توان به بهشت عزیز (۲۰۰۵)، مرد نامرئی (۲۰۰۶) و مون هی (۲۰۰۷) اشاره کرد.

## فیلم‌شناسی
- گزیده فیلم‌شناسی

### مجموعه تلویزیونی
- آل این (۲۰۰۳)
- صد و یکمین پیشنهاد (۲۰۰۶)
- ایسان (۲۰۰۷)
- خانواده کیمچی (۲۰۱۱)
- خدمتکار مشکوک (۲۰۱۳)
- عشق در دبیرستان (۲۰۱۴)